# Lars-Olov Hillerudh
Lars-Olov Hillerudh, född 17 juli 1931, död 17 mars 2018, var en svensk jurist som var lagman i Sollentuna tingsrätt från 1980 till 1987 för att därefter utnämnas till hovrättslagman i Svea hovrätt.
Hillerudh tjänstgjorde i justitiedepartementet som hovrättsråd innan han 24 januari 1980 utnämndes till lagman i Sollentuna tingsrätt. Han utnämndes 29 januari 1987 till hovrättslagman i Svea hovrätt..